# The Kylie Collection
The Kylie Collection là album tuyển tập phối lại đầu tiên của ca sĩ kiêm nhạc sĩ Kylie Minogue, phát hành bởi hãng Mushroom Records năm 1988 ở Úc và New Zealand. Album gồm những ca khúc từ album đầu tay của cô cũng như những bài hát phối lại từ những đĩa đơn nổi bật. Album đồng thời còn được phát hành ở dạng VHS tại Úc vào năm 1988.

## Danh sách ca khúc
1. "I Should Be So Lucky" – 3:24
2. "The Loco-Motion" – 3:14
3. "Je Ne Sais Pas Pourquoi" – 3:51
4. "It's No Secret" – 3:55
5. "Got to Be Certain" – 3:17
6. "Turn It Into Love" – 3:36
7. "I Miss You" – 3:15
8. "I'll Still Be Loving You" – 3:45
9. "Look My Way" – 3:35
10. "Love at First Sight" – 3:09
11. "I Should Be So Lucky" (Bản mới) – 6:08
12. "The Loco-Motion" (Kohaku Mix) – 5:59
13. "Je Ne Sais Pas Pourquoi" (Moi Non Plus Mix) – 5:55
14. "Got to Be Certain" (Bản mới) – 6:37
15. "Made in Heaven" (Maid In Australia Mix) – 6:20 (tên khác: Maid In England Mix)

### Phát hành VHS
1. Video âm nhạc của "I Should Be So Lucky"
2. Video âm nhạc của "Got to Be Certain"
3. Video âm nhạc của "The Loco-Motion"
4. Video âm nhạc của "Je Ne Sais Pas Pourquoi"
5. Video âm nhạc của "It's No Secret"
6. Video âm nhạc của "Made in Heaven"

## Định dạng
| Định dạng           | Quốc gia | Mã hàng  | Ngày phát hành |
| ------------------- | -------- | -------- | -------------- |
| Album cassette      | Úc       | TVC93277 | 1988           |
| Album hai đĩa vinyl | Úc       | TVL93277 | 1988           |